# Bibliothek der Ca’ Pesaro

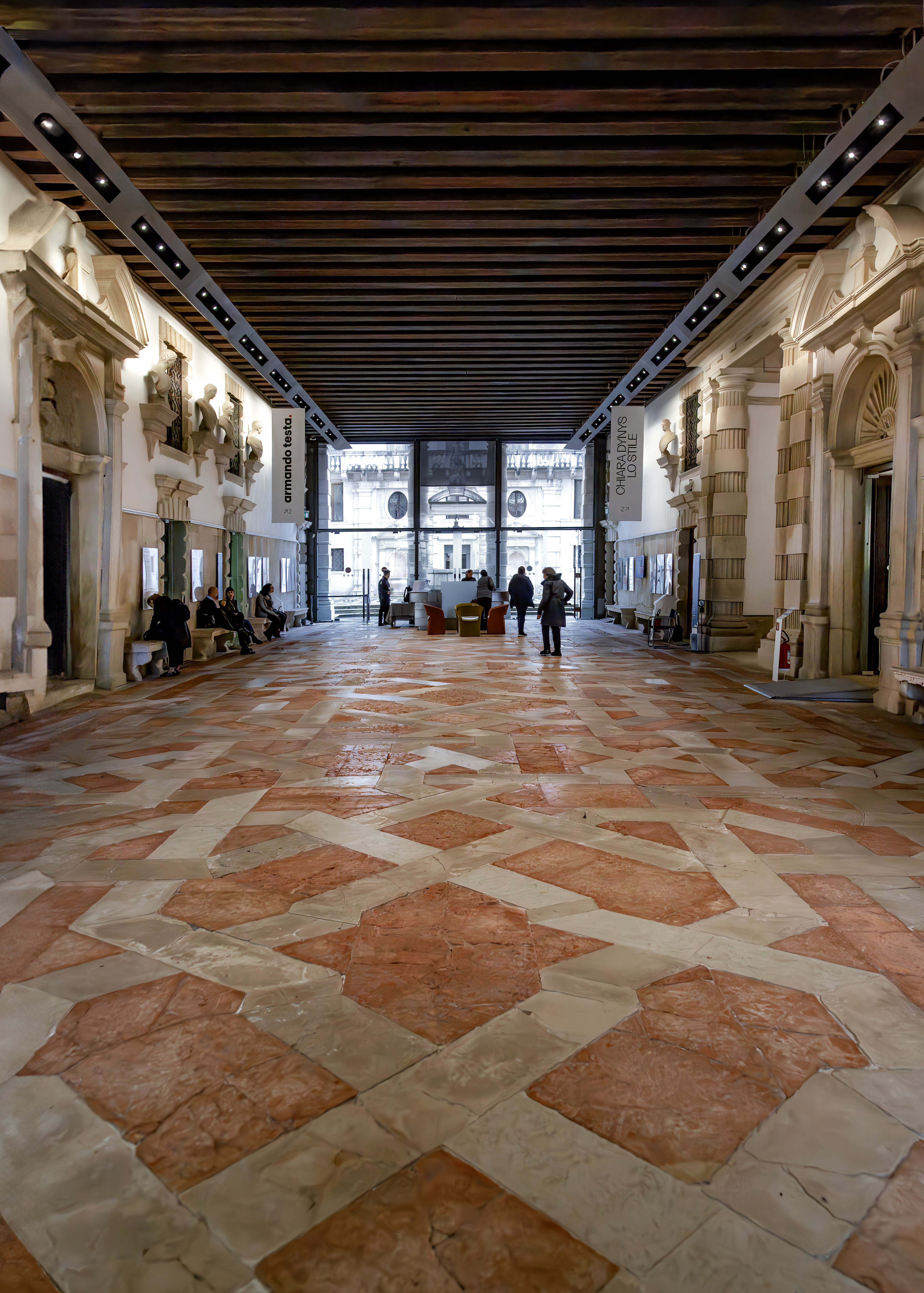
Die Sala der Ca’ Pesaro

Die seit 2002 bestehende Bibliothek der Ca’ Pesaro in Venedig entstand seit den späten 1950er Jahren aus Spenden zahlreicher Institutionen und Privatpersonen an die  Galleria internazionale d’arte moderna Ca’ Pesaro im namengebenden Stadtpalast.
2001 begann die systematische Erfassung und Katalogisierung der inzwischen über 25.000 Bände (Stand: 2023); vorgehalten werden rund 300 Periodika. Zudem wurde eine Beschaffungssystematik begonnen, um die durch das zufällige Entstehen entstandenen Lücken zu füllen. Als der restaurierte Palast wieder seine Pforten öffnete, nahm die Bibliothek 2002 ihren Betrieb auf. Sie befand sich im Mezzanin, solange die Katalogisierung noch nicht abgeschlossen war. Der Akzent liegt auf der Kunst des 19. und 20. Jahrhunderts mit Schwerpunkt auf der Ausstellungstätigkeit in Venedig.
Eine wichtige Grundlage bildete neben den Ausstellungskatalogen zunächst die private Sammlung Carlo Cardazzos, ebenso wie die Sammlung des ehemaligen Direktors der Jahre 1948 bis 1981 Guido Perocco. Jüngst kam der Fondo Grassi hinzu, der aus mehr als Tausend Werken aus dem Centro Internazionale delle Arti e del Costume stammt. Außerdem spendeten die Erben des Künstlers und Kunstkritikers Franco Batacchi mehr als 500 Bände. Archivalien des Archivio Bevilacqua La Masa, die vor allem aus der Zeit stammen, als der Kunstkritiker Nino Barbantini das Haus als Direktor leitete. Hinzu kommen Künstlermonographien, Arbeiten von und über die Biennale von Venedig sowie Arbeiten zahlreicher Künstler, von denen sich allein 3.000 Blätter im Gabinetto Disegni e Stampe befinden.
Das Archivio Autori birgt Dokumentationen zu den Künstlern, die im Hause ausgestellt, oder die dort Werke hinterlassen haben.